# Reparata
Reparata  è un nome proprio di persona italiano femminile.

## Varianti
- Maschili: Reparato[1][2]

## Origine e diffusione

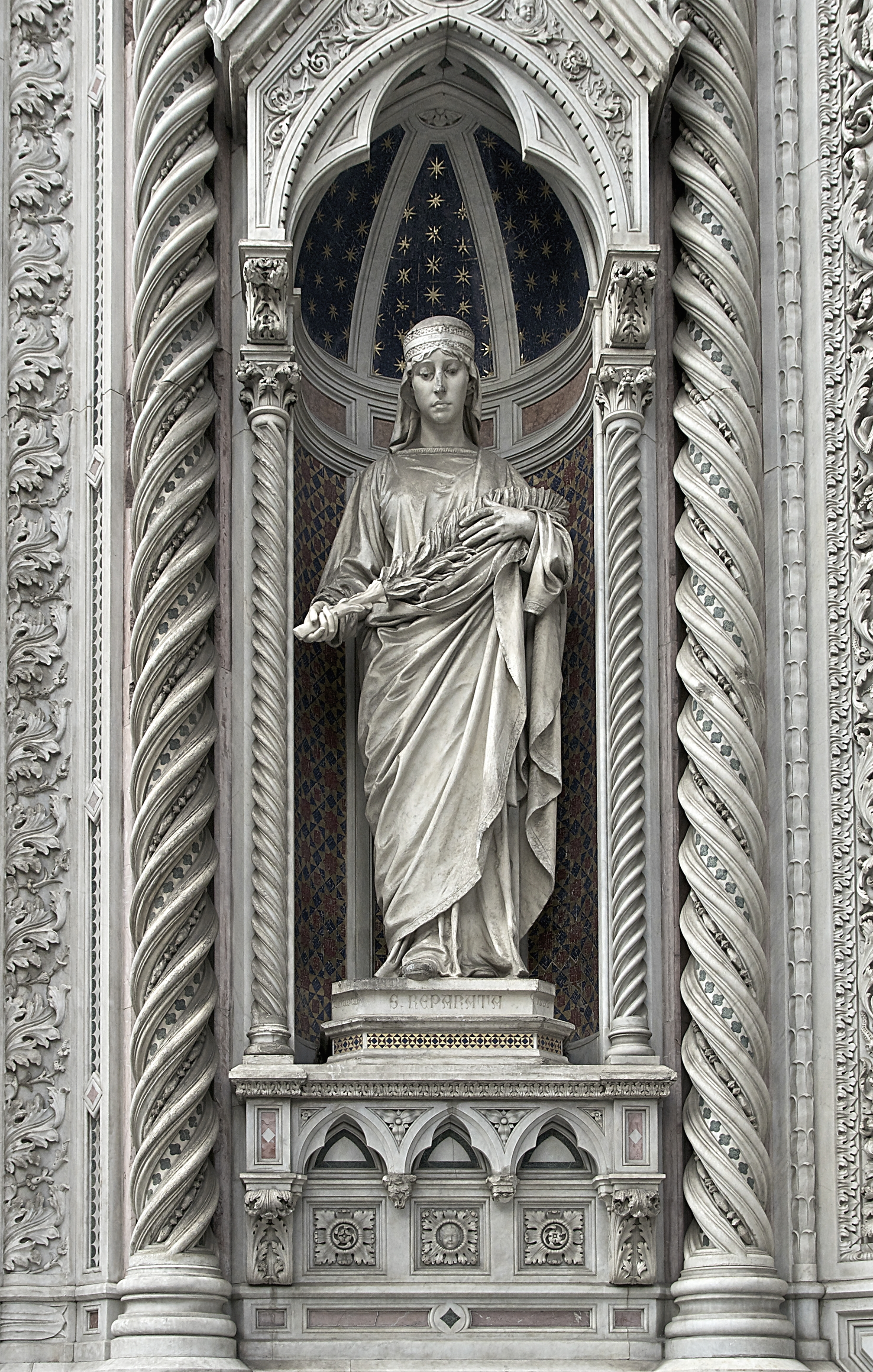
Statua di santa Reparata sulla facciata frontale della Cattedrale di Santa Maria del Fiore, Firenze

Rappresenta la continuazione del tardo nome latino Reparata (al maschile Reparatus), participio perfetto del verbo reparare, "recuperare, riavere", che può far riferimento al recupero della salvezza cristiana o al valore compensativo di un figlio "recuperato" all'affetto dei genitori, avuto dopo la morte di un fratello. Il significato è analogo a Restituta.
È diffuso principalmente in Abruzzo e Campania, dove riflette il culto di santa Reparata di Cesarea, patrona di Atri e Casoli.

## Onomastico
L'onomastico si festeggia l'8 ottobre, festa di santa Reparata di Cesarea di Palestina

## Persone
- Reparata di Cesarea di Palestina, martire cristiana

### Variante maschile Reparato
- Reparato, vescovo italiano

## Il nome nelle arti
- Reparata and the Delrons era un gruppo vocale femminile statunitense.